# Si riparla dell'uomo ombra
Si riparla dell'uomo ombra (Another Thin Man) è un film del 1939 diretto da W. S. Van Dyke.

## Trama
Nick Charles e la moglie Nora vanno insieme al figlio alla villa di un colonnello minacciato di morte che verrà ucciso poco dopo. Come sempre risolveranno il mistero.

## Doppiaggio
Il film fu doppiato negli Stati Uniti da un gruppo di attori italiani e italo americani durante la seconda guerra mondiale.